# Sarah Palfrey Cooke
Sarah Hammond Palfrey Danzig (de soltera Palfrey; 18 de septiembre de 1912 – 27 de febrero de 1996) fue una jugadora de tenis estadounidense cuya carrera amateur como adulta se extendió por 19 años, desde junio de 1926 hasta septiembre de 1945. Ganó dos títulos individuales, nueve de dobles femeninos y cuatro de dobles mixtos en los Campeonatos Nacionales de Estados Unidos.

## Carrera
Tenía 32 años, estaba casada con Elwood Cooke y era madre en 1945 cuando ganó su segundo título individual en los Campeonatos Nacionales de Estados Unidos. Pauline Betz fue su oponente en la final. Desde que perdió contra Cooke en la final de 1941, Betz había ganado tres títulos consecutivos y 19 partidos consecutivos en estos campeonatos. En 1945, Cooke perdió el primer set y desperdició su ventaja de 5–2 en el segundo set antes de recuperarse para ganarlo 8–6. En el tercer set, Betz estuvo cerca de ganar otro título cuando sirvió para una ventaja de 5–3. Sin embargo, Cooke le rompió el servicio y luego ganó los siguientes dos juegos para ganar el torneo. Se convirtió en la segunda madre en ganar este título, siendo Hazel Hotchkiss Wightman la primera.
Cooke es una de las pocas mujeres, si no la única mujer, en aparecer en el cuadro de honor de un campeonato masculino de alto nivel. Debido a la crisis de mano de obra durante la Segunda Guerra Mundial, ella y su esposo Elwood fueron permitidos participar en los dobles masculinos en los Campeonatos Tri-Estatales de 1945 en Cincinnati. Perdieron en la final contra Hal Surface y Bill Talbert.
Palfrey ganó 16 campeonatos de Grand Slam en dobles femeninos (11) y dobles mixtos (5). Formó equipo con Betty Nuthall para ganar los Campeonatos Nacionales de Estados Unidos de 1930 y con Helen Jacobs para ganar los campeonatos de 1932, 1934 y 1935. Palfrey y Alice Marble ganaron los Campeonatos Nacionales de Estados Unidos desde 1937 hasta 1940. En los Campeonatos de Wimbledon, Palfrey y Marble ganaron los títulos de dobles femeninos en 1938 y 1939. El último campeonato de dobles femeninos de Palfrey en Estados Unidos fue en 1941 con Margaret Osborne. En dobles mixtos, Palfrey formó equipo con cuatro compañeros diferentes para ganar los Campeonatos Nacionales de Estados Unidos: Fred Perry (1932), Enrique Maier (1935), Don Budge (1937) y Jack Kramer (1941). Palfrey también ganó el título de dobles mixtos en los Campeonatos Internacionales de Francia de 1939, formando equipo con su futuro esposo Elwood Cooke.

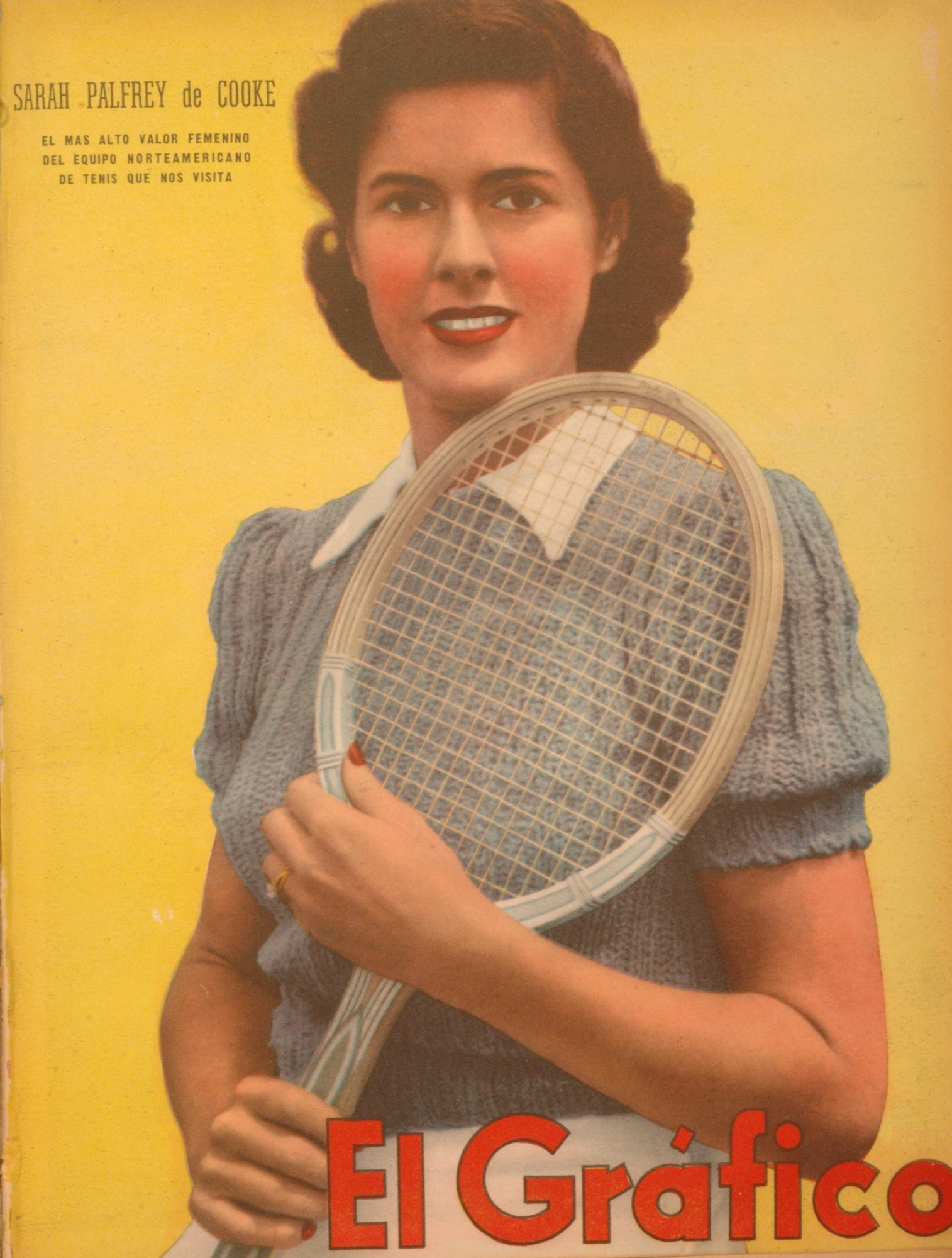
Sarah Palfrey de Cooke

Palfrey y Marble estuvieron invictas en dobles desde 1937 hasta que Marble se convirtió en profesional a finales de 1940.
En 1947, Cooke y Betz realizaron una gira de "barnstorming" con presentaciones mayormente de una noche en los EE. UU. y Europa, ganando cada una alrededor de US$10,000. Habían sido despojadas de su estatus de amateur por la Asociación de Tenis de Césped de los Estados Unidos (USLTA) a principios de 1947 porque Elwood Cooke había escrito cartas a varios organizadores de torneos sobre la creación de una gira profesional.
Según A. Wallis Myers del The Daily Telegraph y John Olliff del Daily Mail, Palfrey estuvo entre las 10 mejores mujeres del mundo de 1933 a 1936 y en 1938 y 1939. Su mejor posición en la carrera fue el cuarto lugar en 1934. (No se emitieron clasificaciones mundiales entre 1940 y 1945).
Palfrey fue incluida en 13 clasificaciones de fin de año del top 10 emitidas por la USLTA: 1929–1931, 1933–1941 y 1945. Fue la jugadora mejor clasificada de EE. UU. en 1941 y 1945.
Palfrey y Marble presionaron a la USLTA para eliminar la barrera de color y permitir que Althea Gibson jugara en torneos hasta entonces solo para blancos a partir de 1950. "Ella [Palfrey] era calmadamente persuasiva, tenía influencia como ex-campeona, y logró que Althea participara en los Campeonatos Nacionales de EE.UU. en 1950," dijo Gladys Heldman, fundadora de la gira profesional de tenis femenino en 1970.
Palfrey una vez dijo, "El tenis es el mejor juego que existe. Combina cualidades mentales y físicas y es el deporte para toda la vida. Y hay muchos ejemplos vivos a la edad de 80 años que lo prueban. Así que es suficiente para nosotros saber que el tenis permanecerá, bajo cualquier condición, ya sea amateur o profesional, el mejor juego que existe para nosotros, para nuestros hijos y los hijos de nuestros hijos."

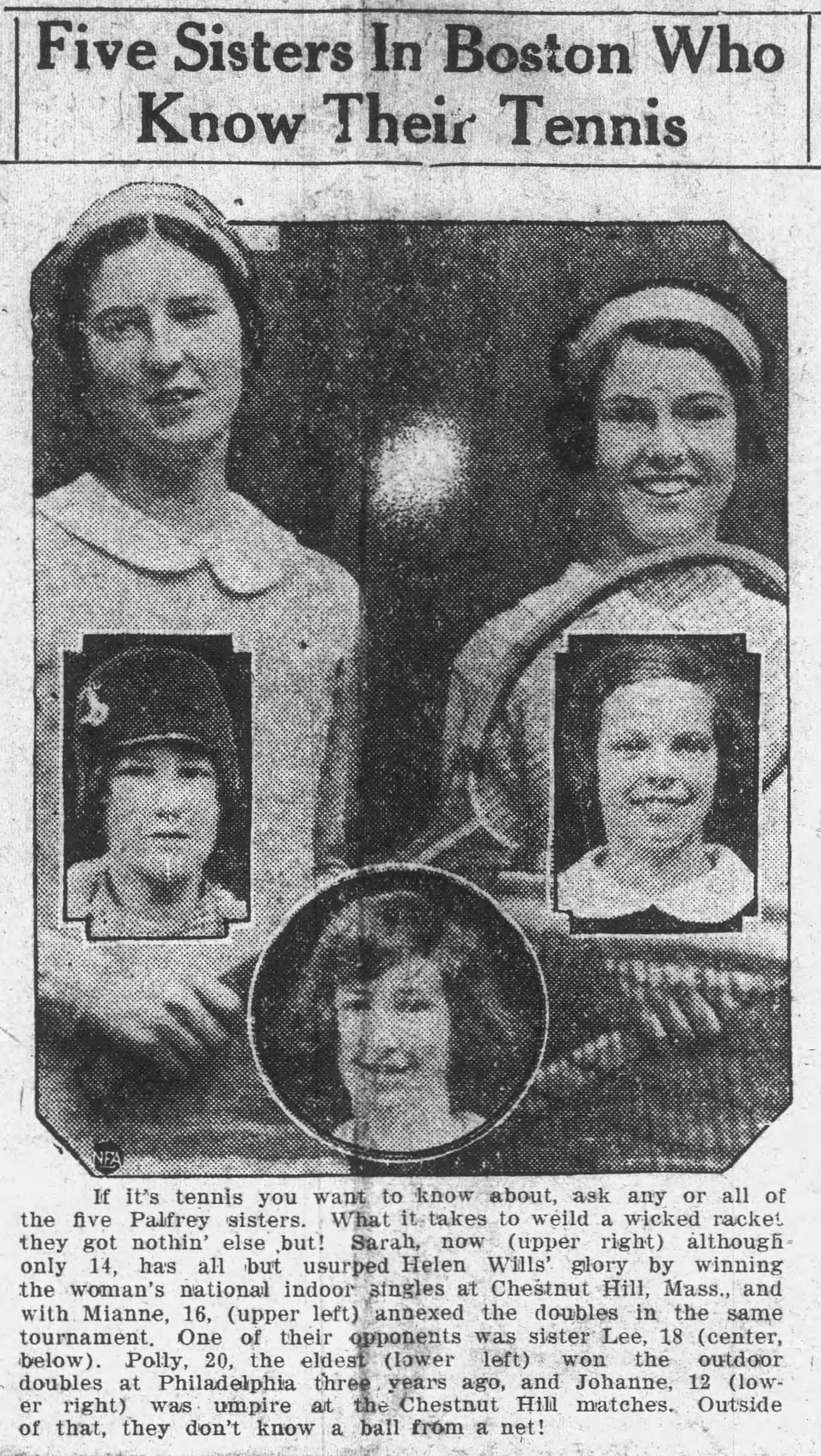
Sarah (arriba a la derecha) de 14 años junto a sus hermanas diario de Madison ville, del 6 de abril de 1927.

Palfrey fue incluida en el Salón de la Fama del Tenis Internacional en 1963.
Palfrey y Marty Glickman cubrieron los partidos en casa de los New York Knicks de la temporada 1946-47 en la radio WHN. Glickman se encargaba de la narración jugada por jugada mientras que Palfrey proporcionaba el comentario color. The New York Times declaró "en lo que se dice que es la primera vez que una destacada figura femenina del deporte ha sido asignada a tal tarea, Sarah Palfrey Cooke, campeona de tenis, proporcionará los relatos 'coloridos' de los juegos."

## Vida personal
Tuvo dos hijos y estuvo casada tres veces: con Marshal Fabyan, Elwood Cooke y Jerome Alan Danzig. Se casó con Fabyan el 6 de octubre de 1934, pero se divorció de él en Reno, Nevada, el 20 de julio de 1940. Se casó con Cooke el 2 de octubre de 1940, y su hija nació en diciembre de 1942. Se divorció de él el 29 de abril de 1949, por motivos de crueldad. Se casó con Danzig el 27 de abril de 1951 y permaneció casada con él hasta su muerte por cáncer de pulmón en 1996. Su hijo nació en diciembre de 1952.
Su hermano John Palfrey, también un excelente jugador de tenis y experto en energía atómica, se casó con Belle "Clochette" Roosevelt Palfrey, una nieta de Theodore Roosevelt y una hija de Kermit Roosevelt.
También tenía cuatro hermanas, Joanna, Lee, Mianne y Polly, quienes también eran buenas jugadoras de tenis.

## Finales de Grand Slam

### Individuales (2 títulos, 2 subcampeonatos)
| Resultado | Año  | Campeonato                        | Superficie | Oponente     | Marcador      |
| --------- | ---- | --------------------------------- | ---------- | ------------ | ------------- |
| Derrota   | 1934 | Campeonatos Nacionales de EE. UU. | Césped     | Helen Jacobs | 1–6, 4–6      |
| Derrota   | 1935 | Campeonatos Nacionales de EE. UU. | Césped     | Helen Jacobs | 2–6, 4–6      |
| Victoria  | 1941 | Campeonatos Nacionales de EE. UU. | Césped     | Pauline Betz | 7–5, 6–2      |
| Victoria  | 1945 | Campeonatos Nacionales de EE. UU. | Césped     | Pauline Betz | 3–6, 8–6, 6–4 |

### Dobles (11 títulos, 3 subcampeonatos)
| Resultado | Año  | Campeonato                        | Superficie | Compañera        | Oponentes                                | Marcador      |
| --------- | ---- | --------------------------------- | ---------- | ---------------- | ---------------------------------------- | ------------- |
| Victoria  | 1930 | Campeonatos Nacionales de EE. UU. | Césped     | Betty Nuthall    | Edith Cross Anna McCune Harper           | 3–6, 6–3, 7–5 |
| Victoria  | 1932 | Campeonatos Nacionales de EE. UU. | Césped     | Helen Jacobs     | Alice Marble Marjorie Morrill            | 8–6, 6–1      |
| Derrota   | 1934 | Campeonatos Franceses             | Arcilla    | Helen Jacobs     | Simonne Mathieu Elizabeth Ryan           | 6–3, 4–6, 2–6 |
| Victoria  | 1934 | Campeonatos Nacionales de EE. UU. | Césped     | Helen Jacobs     | Carolin Babcock Dorothy Andrus           | 4–6, 6–3, 6–4 |
| Victoria  | 1935 | Campeonatos Nacionales de EE. UU. | Césped     | Helen Jacobs     | Carolin Babcock Dorothy Andrus           | 6–4, 6–2      |
| Derrota   | 1936 | Campeonatos de Wimbledon          | Césped     | Helen Jacobs     | Kay Stammers Freda James                 | 2–6, 1–6      |
| Derrota   | 1936 | Campeonatos Nacionales de EE. UU. | Césped     | Helen Jacobs     | Marjorie Gladman Van Ryn Carolin Babcock | 7–9, 6–2, 4–6 |
| Victoria  | 1937 | Campeonatos Nacionales de EE. UU. | Césped     | Alice Marble     | Marjorie Gladman Van Ryn Carolin Babcock | 7–5, 6–4      |
| Victoria  | 1938 | Campeonatos de Wimbledon          | Césped     | Alice Marble     | Simonne Mathieu Billie Yorke             | 6–2, 6–3      |
| Victoria  | 1938 | Campeonatos Nacionales de EE. UU. | Césped     | Alice Marble     | Simonne Mathieu Jadwiga Jędrzejowska     | 6–8, 6–4, 6–3 |
| Victoria  | 1939 | Campeonatos de Wimbledon          | Césped     | Alice Marble     | Helen Jacobs Billie Yorke                | 6–1, 6–0      |
| Victoria  | 1939 | Campeonatos Nacionales de EE. UU. | Césped     | Alice Marble     | Kay Stammers Freda James Hammersley      | 7–5, 8–6      |
| Victoria  | 1940 | Campeonatos Nacionales de EE. UU. | Césped     | Alice Marble     | Dorothy Bundy Marjorie Gladman Van Ryn   | 6–4, 6–3      |
| Victoria  | 1941 | Campeonatos Nacionales de EE. UU. | Césped     | Margaret Osborne | Dorothy Bundy Pauline Betz               | 3–6, 6–1, 6–4 |

### Dobles mixtos (5 títulos, 5 subcampeonatos)
| Resultado | Año  | Campeonato                        | Superficie | Compañero     | style="width:190 px"\|Oponentes   | Marcador       |
| --------- | ---- | --------------------------------- | ---------- | ------------- | --------------------------------- | -------------- |
| Victoria  | 1932 | Campeonatos Nacionales de EE. UU. | Césped     | Fred Perry    | Helen Jacobs Ellsworth Vines      | 6–3, 7–5       |
| Derrota   | 1933 | Campeonatos Nacionales de EE. UU. | Césped     | George Lott   | Elizabeth Ryan Ellsworth Vines    | 9–11, 1–6      |
| Victoria  | 1935 | Campeonatos Nacionales de EE. UU. | Césped     | Enrique Maier | Kay Stammers Roderich Menzel      | 6–4, 4–6, 6–3  |
| Derrota   | 1936 | Campeonatos de Wimbledon          | Césped     | Don Budge     | Dorothy Round Fred Perry          | 9–7, 5–7, 4–6  |
| Derrota   | 1936 | Campeonatos Nacionales de EE. UU. | Césped     | Don Budge     | Alice Marble Gene Mako            | 3–6, 2–6       |
| Victoria  | 1937 | Campeonatos Nacionales de EE. UU. | Césped     | Don Budge     | Sylvie Jung Henrotin Yvon Petra   | 6–2, 8–10, 6–0 |
| Derrota   | 1938 | Campeonatos de Wimbledon          | Césped     | Henner Henkel | Alice Marble Don Budge            | 1–6, 4–6       |
| Victoria  | 1939 | Campeonatos Franceses             | Arcilla    | Elwood Cooke  | Simonne Mathieu Franjo Kukuljević | 4–6, 6–1, 7–5  |
| Derrota   | 1939 | Campeonatos Nacionales de EE. UU. | Césped     | Elwood Cooke  | Alice Marble Harry Hopman         | 7–9, 1–6       |
| Victoria  | 1941 | Campeonatos Nacionales de EE. UU. | Césped     | Jack Kramer   | Pauline Betz Bobby Riggs          | 4–6, 6–4, 6–4  |

## Cronología de torneos de Grand Slam en individuales
| G | F | SF | CF | #R | RR | Q# | DNQ | A | NH |

(G) ganador; (F) finalista; (SF) semifinalista; (CF) cuartofinalista; (#R) rondas 4, 3, 2, 1; (RR) round-robin; (Q#) ronda de clasificación; (NC) no calificó; (A) ausente; (NS) no sostenido; (PA) porcentaje de acertamiento (eventos ganados / competido); (V–D) récord de victorias y derrotas.
| Torneo                              | 1928  | 1929  | 1930  | 1931  | 1932  | 1933  | 1934  | 1935  | 1936  | 1937  | 1938  | 1939  | 1940  | 1941  | 1942  | 1943  | 1944  | 1945  | Carrera SR | Victorias – Perdidas |
| ----------------------------------- | ----- | ----- | ----- | ----- | ----- | ----- | ----- | ----- | ----- | ----- | ----- | ----- | ----- | ----- | ----- | ----- | ----- | ----- | ---------- | -------------------- |
| Campeonatos Nacionales de Australia | A     | A     | A     | A     | A     | A     | A     | A     | A     | A     | A     | A     | A     | NH    | NH    | NH    | NH    | NH    | 0 / 0      | 0–0                  |
| Campeonatos de Francia              | A     | A     | A     | A     | A     | A     | 3R    | A     | A     | A     | A     | CF    | NH    | R     | R     | R     | R     | A     | 0 / 2      | 2–2                  |
| Campeonatos de Wimbledon            | A     | A     | 2R    | A     | 4R    | A     | CF    | A     | 2R    | A     | CF    | SF    | NH    | NH    | NH    | NH    | NH    | NH    | 0 / 6      | 16–6                 |
| Campeonatos Nacionales de EE. UU.   | 1R    | 3R    | 3R    | 3R    | 2R    | CF    | F     | F     | 1R    | 1R    | SF    | CF    | 3R    | G     | A     | CF    | A     | G     | 2 / 16     | 40–14                |
| SR                                  | 0 / 1 | 0 / 1 | 0 / 2 | 0 / 1 | 0 / 2 | 0 / 1 | 0 / 3 | 0 / 1 | 0 / 2 | 0 / 1 | 0 / 2 | 0 / 3 | 0 / 1 | 1 / 1 | 0 / 0 | 0 / 1 | 0 / 0 | 1 / 1 | 2 / 24     |                      |
| Victorias – Perdidas                | 0–1   | 2–1   | 3–2   | 2–1   | 2–2   | 3–1   | 10–3  | 5–1   | 0–2   | 0–1   | 8–2   | 9–3   | 2–1   | 5–0   | 0–0   | 2–1   | 0–0   | 5–0   |            | 58–22                |

R = torneo restringido a nacionales franceses y celebrado bajo ocupación alemana.